# Лиманська Друга сільська рада (Дворічанський район)
Лима́нська Дру́га сільська́ ра́да — адміністративно-територіальна одиниця та орган місцевого самоврядування у Дворічанському районі Харківської області. Адміністративний центр — село Лиман Другий.

## Загальні відомості
- Лиманська Друга сільська рада утворена 4 лютого 1943 року.
- Територія ради: 34,038 км²
- Населення ради: 653 особи (станом на 2001 рік)
- Територією ради протікає річка Оскіл.

## Населені пункти
Сільській раді підпорядковані населені пункти:
- с. Лиман Другий

## Склад ради
Рада складалася з 12 депутатів та голови.
- Голова ради: Коломійцев Микола Серафимович
- Секретар ради: Труфанова Світлана Миколаївна

### Керівний склад попередніх скликань
| Прізвище, ім'я, по батькові   | Основні відомості                                                                             | Дата обрання | Дата звільнення |
| ----------------------------- | --------------------------------------------------------------------------------------------- | ------------ | --------------- |
| Євсюков Валерій Миколайович   | Сільський голова, 1971 року народження, член Соціал-демократичної партії України (об'єднаної) | 26.03.2006   | 31.10.2010      |
| Коломійцев Микола Серафимович | Сільський голова, 1962 року народження, освіта середня спеціальна, член Партії регіонів       | 31.10.2010   |                 |

Примітка: таблиця складена за даними сайту Верховної Ради України

### Депутати
За результатами місцевих виборів 2010 року депутатами ради стали:

#### За суб'єктами висування
| Суб'єкт висування | Кількість обраних депутатів | %   |
| ----------------- | --------------------------- | --- |
| Партія регіонів   | 12                          | 100 |

#### За округами
| № округу        | Прізвище, ім'я, по батькові     | Дата визнання обраним | Освіта | Партійна приналежність | Відомості про обраного депутата                               |
| --------------- | ------------------------------- | --------------------- | ------ | ---------------------- | ------------------------------------------------------------- |
| Партія регіонів |                                 |                       |        |                        |                                                               |
| 1               | Погребняк Тетяна Анатоліївна    | 05.11.2010            | вища   | член Партії регіонів   | Лиманський Другий фельдшерсько-акушерський пункт, завідувачка |
| 2               | Базарна Олена Олексіївна        | 05.11.2010            | вища   | член Партії регіонів   | ТОВ"Східагроконтракт", диспетчер                              |
| 3               | Зеленська Ольга Миколаївна      | 05.11.2010            | вища   | член Партії регіонів   | Лиманська Друга сільська рада, спеціаліст                     |
| 4               | Євсюков Валерій Миколайович     | 05.11.2010            | вища   | член Партії регіонів   | Лиманська Друга сільська рада, сільський голова               |
| 5               | Солонина Віра Василівна         | 05.11.2010            | вища   | член Партії регіонів   | Територіальний центр, соціальний працівник                    |
| 6               | Коломійцева Ольга Олександрівна | 05.11.2010            | вища   | член Партії регіонів   | Лиманський Другий фельдшерсько-акушерський пункт, акушер      |
| 7               | Зеленський Єгор Олександрович   | 05.11.2010            | вища   | член Партії регіонів   | тимчасово не працює                                           |
| 8               | Поліщук Тамара Вікторівна       | 05.11.2010            | вища   | член Партії регіонів   | ФОП"Поліщук С. В.", продавець                                 |
| 9               | Труфанова Наталія Дмитрівна     | 05.11.2010            | вища   | член Партії регіонів   | Лиманське Друге відділення зв'язку, листоноша                 |
| 10              | Труфанова Світлана Миколаївна   | 05.11.2010            | вища   | член Партії регіонів   | Лиманська Друга сільська рада, секретар                       |
| 11              | Базарний Вадим Олексійович      | 05.11.2010            | вища   | член Партії регіонів   | Лиманська Друга загальноосвітня школа, вчитель                |
| 12              | Мельникова Тетяна Володимирівна | 05.11.2010            | вища   | член Партії регіонів   | Лиманська Друга сільська рада, бухгалтер                      |